# Hulpverleningszone Zuid-West Limburg
Hulpverleningszone Zuid-West Limburg is een van de 35 Belgische en een van de drie Limburgse hulpverleningszones. De zone verzorgt vanuit acht brandweerposten de brandweerzorg en een belangrijk deel van de ambulancehulpverlening in het zuidwesten van de provincie Limburg (het grootste deel van de Limburgse Haspengouw en een deel van de Limburgse Kempen).
Bij een brand in een leegstaand gebouw in Beringen op 11 augustus 2019 kwamen twee brandweermannen van de zone om het leven en raakten vier anderen gewond. De tragedie vond plaats toen de brandweermannen het gebouw binnen drongen om de brand te bestrijden en er zich plots een flashover voordeed, waarbij een deel van het gebouw door de hitte en de drukgolf instortte.

## Beschermingsgebied
Het beschermingsgebied van Hulpverleningszone Zuid-West Limburg beslaat ongeveer 999,10 km² en omvat 17 gemeenten die gezamenlijk een bevolking van 410.753 inwoners (geteld op 1/1/2025) vertegenwoordigen. Hulpverleningszone Zuid-West Limburg grenst tevens aan Brandweerzone Oost-Limburg, Hulpverleningszone Noord-Limburg, Brandweer Zone Kempen, Hulpverleningszone Oost Vlaams-Brabant, Hulpverleningszone Hesbaye en Luik Zone 2 IILE-SRI. Op 1 januari 2025 wijzigde de zone. Hasselt fuseerde dan met Kortessem, Tongeren en Borgloon werden Tongeren-Borgloon, en Ham en Tessenderlo werden Tessenderlo-Ham, waardoor het grondgebied van Ham overstapte uit Hulpverleningzone Noord-Limburg. De onderstaande lijst geeft een overzicht van de gemeenten en hun kenmerken:
| Gemeente          | Bevolkingsaantal (01/01/2024) | Oppervlakte (in km²) |
| ----------------- | ----------------------------- | -------------------- |
| Alken             | 11.918                        | 28,14                |
| Beringen          | 48.353                        | 78,30                |
| Diepenbeek        | 19.607                        | 41,19                |
| Gingelom          | 8.732                         | 56,49                |
| Halen             | 9.545                         | 36,29                |
| Hasselt           | 89.585                        | 136,14               |
| Heers             | 7.593                         | 53,07                |
| Herk-de-Stad      | 12.841                        | 42,83                |
| Herstappe         | 76                            | 1,35                 |
| Heusden-Zolder    | 35.017                        | 53,23                |
| Lummen            | 15.320                        | 53,38                |
| Nieuwerkerken     | 7.295                         | 22,46                |
| Sint-Truiden      | 41.469                        | 106,90               |
| Tessenderlo-Ham   | 30.349                        | 84,14                |
| Tongeren-Borgloon | 43.718                        | 139,13               |
| Wellen            | 7.490                         | 26,72                |
| Zonhoven          | 21.845                        | 39,34                |
| TOTAAL            | 410.753                       | 999,10               |